# Janet Afary
Janet Afary (1960) é uma historiadora, pesquisadora e escritora iraniana, residente nos Estados Unidos, onde é professora da Universidade da Califórnia em Santa Bárbara.
Seu campo de pesquisa inclui a política do Irã contemporâneo e questões de gênero e sexualidade no Oriente Médio moderno. Ela também é conhecida por seus escritos e pesquisas sobre a Revolução Constitucional Iraniana.
Afary é professora de Estudos da Religião e Estudos Feministas da Universidade da Califórnia em Santa Bárbara. Obteve o mestrado em Linguística, pela Universidade de Teerã, e, em 1991, recebeu seu Ph.D em História e Estudos do Oriente Médio, pela  Universitdade de Michigan.
Entre 2004 e 2006, presidiu a International Society for Iranian Studies. De 2004 a 2005, presidiu a Association for Middle East Women’s Studies. De 2001 a 2003, presidiu o Coordinating Council for Women in History (CCWH-AHA).
Afary é casada com Kevin B. Anderson, professor de Sociologia, Ciência Política e Estudos Feministas da Universidade da Califórnia, Santa Bárbara.

## Obras publicadas
- Sexual Politics in Modern Iran. Cambridge UP, 2009
- The Iranian Constitutional Revolution: Grassroots Democracy, Social Democracy, and the Origins of Feminism. N. Y.: Columbia UP, 1996
- Foucault and the Iranian Revolution: Gender and the Seductions of Islamism  (com Kevin B. Anderson). University of Chicago Press, 2005

### Livros publicados no Brasil
- Foucault e a Revolução Iraniana - As Relações de Gênero e as Seduções do Islamismo (com Kevin B. Anderson)[3]

## Prêmios
- 2009: Keddie-Balzan Fellow, UCLA Department of History
- 2006: Latifeh Yarshater Award por seu livro Foucault and the Iranian Revolution (2005). Persian Heritage Foundation
- 2006: Dehkhoda Award for Distinguished Scholarship in Iranian Studies (Alemanha)
- 2006: University Faculty Scholar Purdue University.